# Махмуд-хан Поладин
Махмуд-хан Гусейн-хан оглу Поладин (азерб. Mahmud xan Poladen; 1868—1928) — полковник персидский армии, азербайджанский военный и общественный деятель. Участник заговора против Реза Пехлеви.

## Биография
Он происходил из нахичеванский семьи военных — дед и отец служили в персидской армии. Его отец, Гусейн-хан Нахичевани был известным военачальником в период правления Насреддин-шаха Кпджара. Он в возрасте 14 лет был зачислен рядовым в Персидскую казачью бригаду, которая была создана по образцу русских казачьих полков, вооружена и обучена под руководством русских офицеров, и дослужился до полковника. Кстати, Командовал Персидской казачьей бригадой русский офицер, подчинявшийся непосредственно шаху. А в 1916 году Махмуд-хан становится командиром Хамаданского отряда Казачьей бригады. Всю свою оставшуюся жизнь он ходил в русской казачьей форме.
Вадбольский иллюстрирует подобные обвинения примером: «Была просьба военного министра сместить серхенга бригады Махмуд-хана, комиссара в Астрабаде, ввиду жалоб на него; жалобы же из-за помощи его русским властям; между тем для русских интересов он сделал и делает много; о вознаграждении его я получил ходатайство нашего комиссара генерал-майора Лаврова; произвел в чин серхенга; Туркестанским генерал-губернатором возбуждено ходатайство о награждении Махмуд-хана русским орденом. Вот нынешнее безначалие, отсутствие военного министра помогло и помогает выполнять меры, содействующие нашему влиянию».
Между Махмуд-ханом и Реза-ханом устанавливаются близкие дружеские отношения. Вскоре Махмуд-хан становится доверенным лицом Реза Пехлеви. Махмуд-хан сыграл важную роль в переходе власти от династии Каджаров к династии Пехлеви.
21 февраля 1921 году части казачьей дивизии под командованием Реза-хана вступили в столицу и совершили государственный переворот. Казаки захватили правительственные здания и арестовали около двухсот иранских сановников. В декларации, изданной по этому поводу Реза-ханом, говорилось: «Наша цель состоит в том, чтобы образовать сильное правительство, которое сможет создать мощную и пользующуюся уважением армию, так как только сильная армия может вывести страну из бедственного положения. Мы хотим образовать правительство, которое не станет инструментом иностранной политики».
Действительно, вскоре было создано новое правительство во главе с активным участником переворота Сеидом Зия. Реза-хан поначалу не был включен в его состав и удовлетворился должностью командира казачьей дивизии. Но уже в апреле он стал военным министром и сосредоточил в своих руках командование над всеми вооруженными силами. Постепенно, посылая верных ему офицеров на посты губернаторов областей, он распространил свое влияние также и на гражданское управление. Его личные качества как нельзя более способствовали укреплению государственной власти. Пишут, что Реза-хан обладал внушительной внешностью и пронзительным взглядом, от которого многим становилось не по себе (сам Ахмад-шах после общения со своим министром часто жаловался придворным, что ему страшно, когда этот человек смотрит на него). Он очень хорошо знал жизнь и прекрасно разбирался в людях. Как уже говорилось, Реза-шах не был образованным человеком в общепринятом смысле этого слова, так как окончил только начальную школу, однако, обладая большим природным умом и хорошей практической сметкой, он без труда вникал в любую проблему и имел свое мнение по любому государственному вопросу.
Сосредоточив в своих руках власть, Реза-хан прежде всего постарался покончить с сепаратизмом отдельных областей и фактическим распадом государства на независимые уделы. В 1921 году он занял Гилян и разгромил самопровозглашенную Гилянскую советскую республику. Вслед за тем было подавлено восстание Мухаммед Таги-хан Пусиян в Хорасане и восстание Лахути в Тебризе. Одновременно шло создание регулярной иранской армии. В январе 1922 году был издан приказ о ликвидации всех разнообразных воинских частей (казаков, жандармов, сарбазов и др.) и об организации единой, централизованной и подчиненной военному министру армии. Весь Иран был разделен на шесть округов, в каждом из которых началось формирование отдельной дивизии. Для того чтобы обеспечить регулярную выплату жалования офицерам и солдатам, Реза-хан забронировал за ней некоторые государственные доходы. В начале 1922 года в его ведение перешло управление косвенными налогами. Сбор их был поручен командирам вновь образованных дивизий. Отмечают, что Реза-хан был первым иранским правителем, который стал регулярно выплачивать военнослужащим положенное им жалование и дал им высокий социальный статус, которым они до сих пор никогда не обладали. С одной стороны, это повысило боеспособность армии, с другой — сделало ее верной опорой личной власти Реза-хана.
Еще одним представителем офицерства, выступившим против Реза-хана, был полковник Махмуд Пуладин. Будучи сначала сторонником Реза-хана и считая его «солдатом-патриотом», он позже осознал свою ошибку. Пуладин был командиром Лахути и другом Мохаммеда Таги-хана, однако не был согласен с начатыми ими выступлениями. К Пуладину присоединились командир специального шахского гарнизона майор Ахмед Хомаюн и несколько других офицеров. Перед началом восстания группу выдал предатель. Пуладин и некоторые члены группы были казнены.
Махмуд-хан в 1928 году арестован и расстрелян.